# Golpe de Estado en Mali de 2012
El golpe de Estado en Mali de 2012 tuvo lugar el 22 de marzo, cuando unidades bajo el mando del capitán Amadou Sanogo del Ejército de Malí atacaron la capital, Bamako, incluyendo el asalto al palacio presidencial. Los soldados golpistas, autoproclamados como Comisión Nacional para la Restauración de la Democracia y el Estado, anunciaron al día siguiente el derrocamiento del gobierno presidido por Amadou Toumani Touré, lo que le obligó a esconderse.

## Contexto
El golpe de Estado fue la culminación de varias semanas de protestas, con un gran malestar en el ejército por el manejo del gobierno de la rebelión liderada por nómadas en el norte del país. Los soldados reclamaban más armamento y provisiones para su campaña contra los rebeldes, no estando satisfechos con la que consideraban una falta de apoyo por parte gubernamental. El presidente Touré iba a dejar el cargo tras las elecciones presidenciales previstas para abril de 2012, en las que él no se presentaba.

## Cronología

### 21 de marzo
El 21 de marzo el general Sadio Gassama, ministro de Defensa, acudió a la base militar de Kati, 15 kilómetros al norte de Bamako, para intentar disuadir a los soldados de protestar al día siguiente en contra del gobierno por su mala gestión en la rebelión tuareg del norte del país. El general fue recibido a su llegada a la base con abucheos y pedradas y fue retenido por los soldados, lo que ocasionó que sus guardaespaldas dispararan al aire. El ministro pudo ser liberado gracias a la intervención del comandante de la zona de Kati. Su liberación ocasionó que los soldados acuartelados asaltaran el polvorín haciéndose con armas y munición de la base.
Posteriormente en ese mismo día, vehículos blindados se apostaron en las cercanías del palacio presidencial de Bamako. Se escucharon disparos cerca de la oficina de radiodifusión y televisión de Mali, cuya programación quedó temporalmente suspendida. El ejército cerró el acceso a estos edificios públicos y, según la declaración de algunos de ellos a Associated Press, cuando entraron en el complejo presidencial la guardia personal del presidente no defendía las instalaciones. Los soldados sublevados intentaron sin éxito encontrar al presidente Touré.
Por la noche del día 21, después de varias horas de interrupción la radiotelevisión de Mali recuperó la emisión con un breve mensaje impresionado en pantalla que anunciaba la inminente lectura de un comunicado militar. Paralelamente, en un acuartelamiento militar cercano a la ciudad de Gao, al norte del país, se desataron disturbios por parte de reclutas, que habrían tomado como rehenes a varios oficiales.

### 22 de marzo
Por la mañana del día 22, Amadou Konare, teniente del Ejército de Mali, se presentó en los estudios de la radiotelevisión maliense, donde se identificó como portavoz del Comité Nacional para la Restauración de la Soberanía y el Estado (CNRSE), aparentemente formado por los soldados sublevados. Konare afirmó que los soldados se habían hecho con el poder "debido a la incompetencia del régimen de Amadou Toumani Touré", asumiéndolo de manera temporal hasta su entrega a un gobierno democráticamente elegido.
Tras esta declaración, el capitán Amadou Sanogo - que se identificó como presidente del CNRSE - también acudió a la televisión para anunciar un toque de queda con carácter inmediato hasta nuevo aviso. Los soldados sublevados continuaron sin poder dar con el paradero del depuesto presidente Touré, que permanecía escondido. El ministro de Asuntos Exteriores de Kenia, que estaba en Malí de visita oficial, informó que el Aeropuerto Internacional de Bamako estaba cerrado y que se podían escuchar disparos en las cercanías.
Un oficial que permanecía leal al gobierno de Touré afirmó que el presidente se encontraba en perfecto estado y que los ministros de Interior y Defensa estaban a salvo - de manera contraria a algunas informaciones que hasta ese momento aseguraban que el General Sadio Gassama había sido arrestado. Por el contrario, el ministro de Exteriores junto a otros ministros habían sido detenidos después de que los golpistas tomaran el palacio presidencial y otras instalaciones oficiales de la capital.
Posteriormente, el día 22 se informó que el presidente derrocado se había refugiado en una base militar sin especificar, protegido por soldados leales a su gobierno.
El líder de los golpistas, el capitán Amadou Sanogo, anunció que las fronteras de Mali se habían cerrado e hizo un llamamiento a la calma a través de un mensaje televisado. La BBC informó que la unidad de élite del Ejército de Mali, los boinas rojas, permanecían leales a Amadou Touré.
Con el avance del día 22, algunos soldados rebeldes comenzaron a saquear el palacio presidencial, llevándose televisiones y otros bienes, mientras que su líder les prohibió realizar disparos de celebración, pues ya habían causado accidentalmente al menos 20 heridos en la capital.
Los soldados que permanecían leales confirmaron la información de que Touré permanecía "a salvo y al mando" en una base militar en Bamako, bajo la protección de los boinas rojas, regimiento paracaidista considerado de élite dentro del ejército maliense y en el cual el mismo Touré había servido en el pasado. La Unión Africana aseguró también que tenía información fidedigna acerca de la situación segura del presidente Touré.
Por su parte, los soldados sublevados afirmaron que por la noche habían intentado tomar al asalto la base militar de la capital, en donde se creía que Touré permanecía refugiado gracias a la protección del regimiento paracaidista.

#### Avance tuareg
Aprovechando la división entre los militares malienses causada por el golpe de Estado, los tuaregs que mantenían una rebelión al norte del país lanzaron incursiones más profundas en Mali. Se apoderaron de ciudades y bases controladas por tropas leales pero que habían desguarnecido como consecuencia del golpe de Estado en la capital. Mientras que los militares leales a Touré estaban intentando consolidar posiciones en torno a la capital, los rebeldes tuareg fueron capaces de avanzar hacia el sur con poca oposición.

### 23 de marzo
La Unión Africana suspendió la membresía de Mali en la organización hasta que se restaurase el orden constitucional en el país. Previamente, el Banco Mundial y el Banco Africano de Desarrollo congelaron la colaboración en ayuda al desarrollo con Mali. Varios líderes africanos afirmaron que estaban en contacto con el derrocado presidente Touré y que este permanecía seguro bajo protección de fuerzas leales en alguna base en las cercanías de Bamako.
Durante el día 23 los soldados golpistas empezaron a asegurar posiciones en torno al edificio de la radiodifusión maliense por temor a un contraataque de los boinas rojas leales a Touré. Se informó de que las retransmisiones televisadas se interrumpieron en varias ocasiones como consecuencia de disparos en las cercanías de las instalaciones.
De acuerdo con el corresponsal de la BBC para África Occidental, un gran número de soldados rasos y suboficiales se habían sumado al golpe mientras que la mayor parte de oficialidad del ejército de Mali no había mostrado públicamente su apoyo al derrocamiento de Touré. El capitán Sonogo, en entrevista a la BBC, afirmó que su presencia en las calles no se justificaba para detentar el poder presidencial, sino para tener al ejército movilizado motivos de seguridad nacional y una vez solucionado el problema se celebrarían las elecciones presidenciales en un corto periodo de tiempo.
Un grupo de destacados políticos malienses, incluyendo el candidato presidencial Boubakar Keita, emitieron un comunicado condenando el golpe de Estado por suponer un paso atrás.

### 24 de marzo
El capitán Sonogo sostuvo que no existían soldados del ejército maliense que permanecieran leales a Touré, describiendo su mando como de "total control" sobre las tropas. Sin embargo, una fuente anónima del entorno de Sonogo contradijo la situación afirmando que miembros de la unidad paracaidista de los boinas rojas continuaban protegiendo al depuesto presidente conformando una guardia presidencial improvisada. El New York Times publicó una entrevista a un alto funcionario maliense en el que describía la situación en la capital como "muy incierta", con rumores de un posible contragolpe por militares leales que cobraron fuerza con el apagón de la radiotelevisión durante más de una hora la noche anterior.
El Departamento de Estado de los Estados Unidos señaló que Mali se enfrentaba, como consecuencia del golpe y la incertidumbre, a una congelación casi total de la ayuda extranjera de la que el país es muy dependiente.
Como consecuencia de las informaciones acerca de militares y policías saqueando tiendas y robando vehículos en la capital, el capitán Sonogo hizo una aparición en la televisión maliense en la que denunciaba el "vandalismo y pillaje" por parte de opositores que haciéndose pasar por soldados trataban de desacreditar el golpe militar y su mando. Sonogo anunció también su intención de entablar negociaciones de paz con los rebeldes tuareg del norte del país.

### 25 de marzo
La Agence France-Presse informó que las calles de Bamoko se mantiene la calma pero están prácticamente desiertas, en gran medida debido por los temores de saqueos y la escasez de gasolina. Muchos negocios permanecían cerrados y Sonogo pide que se vuelvan a abrir el martes 27 de marzo.
Fue anunciado por la CEDEAO que los jefes de Estado tienen previsto celebrar una reunión de emergencia en Abiyán el 27, el día en que la Junta ha pedido que los funcionarios públicos en huelga vuelvan al trabajo. Una delegación conjunta de la CEDEAO y la UA comenzaron las negociaciones con los soldados rebeldes para restaurar en el poder al gobierno electo. Mientras tanto, Soumeylou Boubèye Maïga, el ministro de Relaciones Exteriores detenido, y 13 funcionarios que también se hallan presos, anunciaron su intención de iniciar una huelga de hambre.
Los ministros de Relaciones Exteriores de Kenia y Zimbabue fueron evacuados de Malí a Nigeria.

### 26 de marzo
El gobierno de Obama suspendió formalmente la ayuda de EE. UU. a Mali, afirmando que sólo se reanudará cuando se restablezca la democracia. Una protesta de miles de personas se reunieron en Bamako para instar a un retorno a la democracia, bajo el grito de "¡Abajo con Sanogo!" y "¡Liberen la ORTM!" (Office de Radiodiffusion-Télévision du Mali).
El Aeropuerto Internacional de Bamako-Sénou fue "parcialmente" abierto de nuevo para el transporte civil.

### 27 de marzo
El presidente marfileño Alassane Ouattara pidió a la Comunidad Económica de Estados de África Occidental en la reunión en Abiyán para enviar una "señal fuerte" a los soldados amotinados que la democracia debe ser restaurada. Kadré Désiré Ouedraogo, el jefe de la Comisión de la CEDEAO, describe el golpe de Estado como "una amenaza para toda la región". Cientos de manifestantes de Mali se manifestaron en la reunión, y pidieron el regreso del gobierno civil. Tras la reunión, la CEDEAO colocó en estado de alerta a las tropas para el mantenimiento de la paz, haciendo alusión a una posible intervención militar.
Las empresas y las escuelas reabrieron tras una convocatoria por la CNRDR para que lo hagan.
Un portavoz de la embajada de Francia confirmó que el embajador Christian Rouyer había hablado con Touré, por teléfono, y que Touré había declarado que estaba a salvo.

## Reacciones de la comunidad internacional
Transcurridas 48 horas desde el inicio del golpe de Estado, la comunidad internacional condenó por práctica unanimidad la acción de los sublevados.

### Organizaciones Intergubernamentales
- Naciones Unidas. En Nueva York, un portaavoz de la ONU afirmó que el Secretario General Ban Ki-moon seguía la evolución de los acontecimientos con profunda preocupación e hizo un llamamiento a la calma y para que el conflicto se resolviera pacíficamente dentro del marco democrático.[39] Ban Ki-moon reafirmó el apoyo de la Organización para el restablecimiento del orden constitucional en Mali. Además hizo un llamamiento para la liberación de todos los oficiales que habían sido detenidos y la inmediata restauración del orden constitucional y del gobierno democráticamente elegido.[40]
- Unión Africana. Jean Ping, Presidente de la Comisión de la Unión Africana, publicó un comunicado en el que aseguraba que la UA condenaba el acto de rebelión, por poner en socavar gravemente la legalidad constitucional y suponer un significativo retroceso de la democracia en Mali y para otras democracias incipientes del continente africano.[40]
- Unión Europea. La UE condenó el golpe de Estado e hizo un llamamiento para la restitución del orden constitucional lo antes posible. La cooperación al desarrollo de la UE quedó igualmente suspendida.[7][41]

### Representantes Nacionales
- Argelia. Un portavoz del gobierno argelino declaró: "condenamos el uso de la fuerza y nos oponemos firmemente a cualquier cambio inconstitucional... Creemos que todas las cuestiones internas en Mali deben ser resueltas a través de instituciones legítimas del país".[42]
- Argentina. El gobierno de Cristina Fernández de Kirchner declaró que: "condena enérgicamente el golpe de estado llevado a cabo en la República de Mali y llama a los insurgentes al estricto respeto de los derechos humanos, la inmediata restauración del legítimo orden constitucional y la continuidad del proceso electoral en marcha".[43][página12 1]
- Australia. El gobierno de Australia aconsejó a sus compatriotas residentes en Malí no permanecer en las calles y evitar las protestas y manifestaciones.[44]
- Brasil. El Ministro de Relaciones Exteriores afirmó que seguía de cerca la situación en Malí con profunda preocupación, llamando a la inmediata restauración del orden constitucional y democrático; instando además a las partes a adoptar posiciones moderadas de cara a un diálogo pacífico y al rechazo al uso de la violencia. El embajador de Brasil en Bamako aconsejó también a sus compatriotas de no salir a la calle y de mantener informada a la embajada sobre su paradero.[45]
- Canadá. El Ministro de Asuntos Exteriores John Baird sostuvo que las diferencias debían resolverse mediante el diálogo y dentro del proceso democrático, no por la fuerza. Hizo un llamamiento para que se restaurase el orden constitucional antes de la celebración de las elecciones presidenciales entonces previstas para abril.[46]
- China. China "condena" el golpe de Estado.[47]
- Ecuador. La Cancillería declaró que: "condena firmemente el golpe de Estado militar en Malí y lamenta las muertes y el caos desatado en su capital, Bamako, a causa de este criminal levantamiento".[48]
- España. El Ministerio de Asuntos Exteriores anunció que España suspendía toda la cooperación con Mali excepto lo relativo a ayuda humanitaria hasta que se restaurara el orden constitucional.[49]
- Estados Unidos. El Departamento de Estado anunció que los Estados Unidos condenaban la toma del poder por parte de los militares sublevados y que apoyaban al gobierno legítimo de Touré.[50] Su embajada en Bamako seguía la evolución de los acontecimientos y se aconsejó a los ciudadanos estadounisenses que permanecieran en lugares seguros.[51]
- Francia. Alain Juppé, Ministro de Asuntos Exteriores, anunció que Francia suspendía su cooperación democrática con Mali.[52]
- Ghana. Ghana "condenó la toma militar injustificada del poder en Malí".[53]
- India. India "expresa su profunda preocupación por los recientes acontecimientos en Malí e insta al respeto del orden constitucional y el proceso democrático en ese país".[54]
- Níger. Níger expresó su "rechazo total" al golpe de Estado y "condena todos los cambios inconstitucionales".[55]
- Nigeria. El gobierno de Nigeria afirmó que no reconocería un gobierno inconstitucional en Malí y que condenaba enérgicamente el golpe de Estado.[56]
- Noruega. El Ministro de Asuntos Exteriores Jonas Gahr Støre condenó el golpe contra el gobierno y presidente maliense democráticamente elegido y exhortó a los militares sublevados a devolver el poder a las autoridades lo antes posible.
- Reino Unido. El Ministro para África Henry Bellingham afirmó que el gobierno británico estaba profundamente preocupado por el golpe de Estado y que consenaba cualquier acción que quebrantara el orden democrático y la constitución de Malí.
- Rusia. Rusia condenó el golpe y "exigió a los líderes de la junta que deben restaurar el orden constitucional y garantizar el retorno del presidente elegido democráticamente al poder".[57]
- Senegal. Senegal expresó su apoyo a la CEDEAO y la acción de la UA en contra del golpe de Estado, y pidió a los países de África Occidental para "restablecer, lo antes posible, el estado de derecho en Malí".[58]
- Sudáfrica. El gobierno sudafricano condenó el golpe y cerró su embajada en Bamako.[59]
- Venezuela. El gobierno de Hugo Chávez "manifiesta su solidaridad incondicional con el pueblo maliense, al tiempo que expresa su más rotundo rechazo a este golpe de Estado"[60]